# Aggsbach
Aggsbach är en köpingskommun i Österrike. Den ligger i distriktet Krems i förbundslandet Niederösterreich. Huvudorten Aggsbach Markt ligger 70 kilometer väster om Wien.
Kommunen består av fyra orter (Ortschaften) (inom parentes invånarantal 1 januari 2024):
- Aggsbach Markt (377) (ej att förväxla med Aggsbach-Dorf på andra sidan Donau)
- Groisbach (67)
- Köfering (27)
- Willendorf in der Wachau (146)

Orten nämndes 1148 för första gången i en urkund med namnet Accusabah. Aggsbachs kyrka byggdes i slutet av 1200-talet i senromansk stil. Den fick under barocken nya element. I orten finns flera bevarade byggnader från 1500-talet. I kommunen ligger även en fabrik som producerar fyrverkeri. Nära Aggsbach ligger fyndplatsen där Venus från Willendorf hittades. Här upptäcktes även eldplatser från äldre stenåldern, stenverktyg samt en kindtand från en person som levde 25 000 f. Kr.